# Luis de Nassau
Luis de Nassau (Dillenburg, 10 de enero de 1538 - Mook en Middelaar, 14 de abril de 1574) fue una figura clave durante la guerra de los ochenta años que las fuerzas rebeldes de los Países Bajos, antecesoras de las Provincias Unidas, mantuvieron contra España con el fin de lograr su independencia.

## Biografía
Luis de Nassau fue el tercer hijo de Guillermo I de Nassau-Dillenburg y Juliana de Stolberg, y el hermano del estatúder Guillermo de Orange, a quien ayudó en su carrera política y militar; a diferencia de su hermano, fue calvinista convencido. 
En 1566, Luis de Nassau fue uno de los líderes de la liga de nobles que firmaron el Compromiso de Breda, un documento dirigido al rey Felipe II de España en el que se pedía la abolición de la Inquisición en los Países Bajos. En 1567 acompañó a su hermano Guillermo de Orange a su exilio en Francia cuando éste fue declarado proscrito por las autoridades españolas.
En 1568 emboscó y derrotó a los tercios del imperio español en la batalla de Heiligerlee, en la que su hermano Adolfo de Nassau resultó muerto. Dos meses después resultó derrotado por las fuerzas del III Duque de Alba Fernando Álvarez de Toledo en la batalla de Jemmingen. Retornó a Francia, donde se unió al líder de los hugonotes Gaspar de Coligny, participando en las batallas de Jarnac y Moncontour, en las guerras de religión de Francia.
En 1572 capturó la ciudad de Mons, que hubo de rendir poco después ante el ejército del Duque de Alba. En 1574 resultó muerto junto a su hermano Enrique de Nassau en la batalla de Mook, donde su ejército fue derrotado por las tropas de Sancho Dávila.

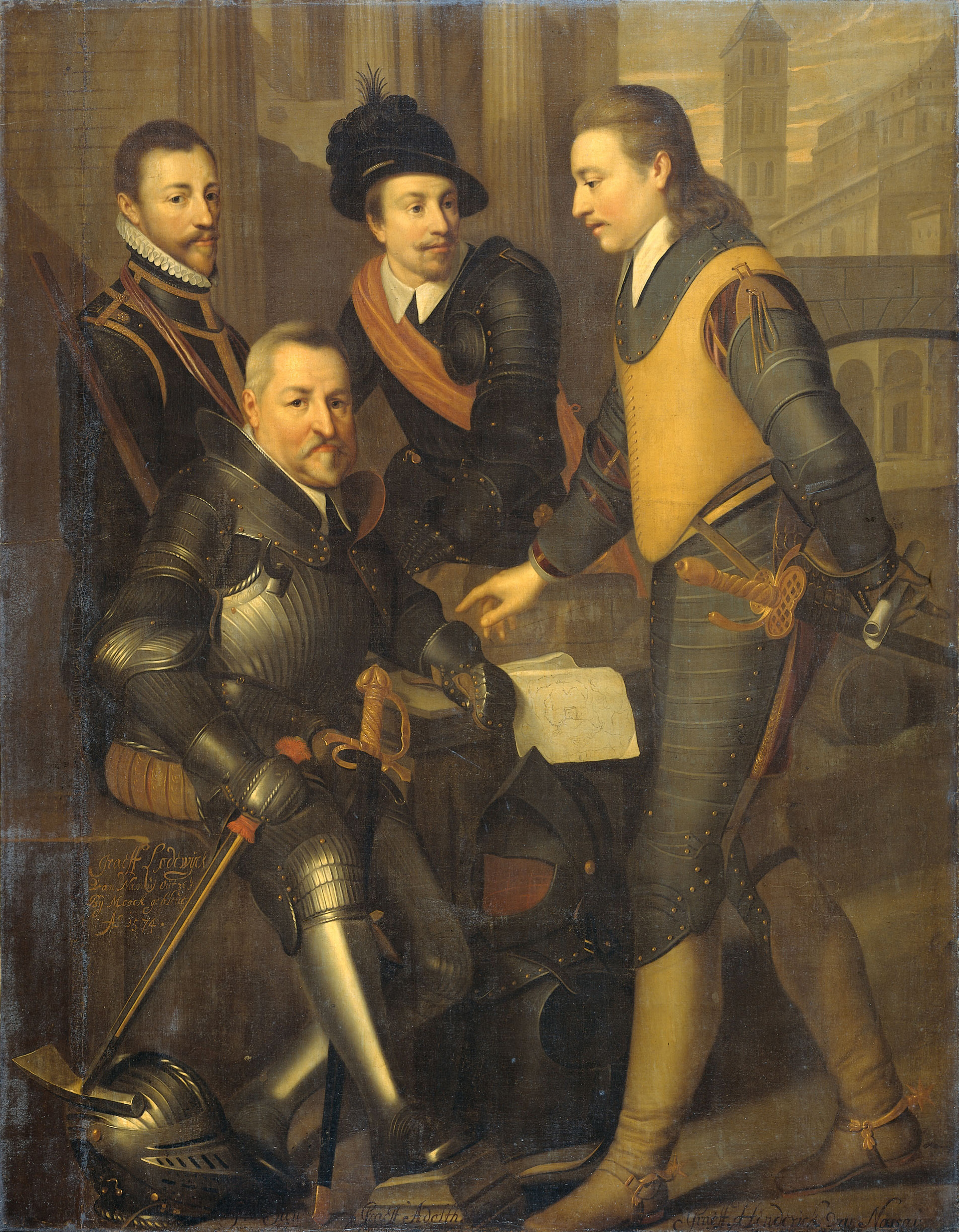
Luis (izquierda) con sus hermanos Juan (sentado), Adolfo y Enrique
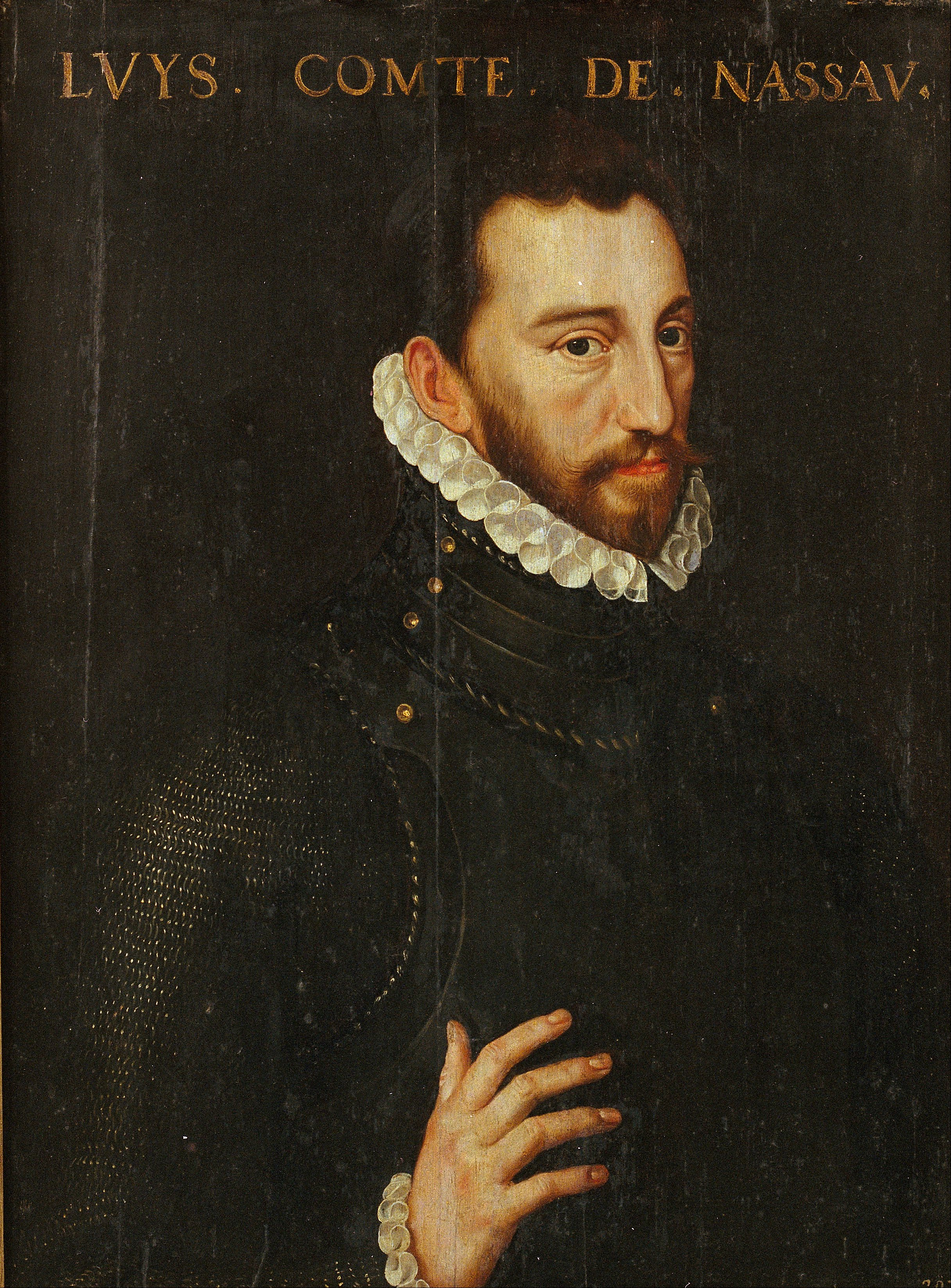
Luis de Nassau, por Adriaen Thomasz Key, 1570-1574

## Ancestros
|  |                                      |  |  |  |  |  |  |  |  |  |  |  |  |  |  |  |
|  | 8. Juan IV de Nassau                 |  |  |  |  |  |  |  |  |  |  |  |  |  |  |  |
|  |                                      |  |  |  |  |  |  |  |  |  |  |  |  |  |  |  |
|  |                                      |  |  |  |  |  |  |  |  |  |  |  |  |  |  |  |
|  | 4. Juan V de Nassau-Dillenburg       |  |  |  |  |  |  |  |  |  |  |  |  |  |  |  |
|  |                                      |  |  |  |  |  |  |  |  |  |  |  |  |  |  |  |
|  |                                      |  |  |  |  |  |  |  |  |  |  |  |  |  |  |  |
|  | 9. María de Loon-Heinsberg           |  |  |  |  |  |  |  |  |  |  |  |  |  |  |  |
|  |                                      |  |  |  |  |  |  |  |  |  |  |  |  |  |  |  |
|  |                                      |  |  |  |  |  |  |  |  |  |  |  |  |  |  |  |
|  | 2. Guillermo I de Nassau-Dillenburg  |  |  |  |  |  |  |  |  |  |  |  |  |  |  |  |
|  |                                      |  |  |  |  |  |  |  |  |  |  |  |  |  |  |  |
|  |                                      |  |  |  |  |  |  |  |  |  |  |  |  |  |  |  |
|  | 10. Enrique III de Hesse-Marburg     |  |  |  |  |  |  |  |  |  |  |  |  |  |  |  |
|  |                                      |  |  |  |  |  |  |  |  |  |  |  |  |  |  |  |
|  |                                      |  |  |  |  |  |  |  |  |  |  |  |  |  |  |  |
|  | 5. Isabel de Hesse-Marburg           |  |  |  |  |  |  |  |  |  |  |  |  |  |  |  |
|  |                                      |  |  |  |  |  |  |  |  |  |  |  |  |  |  |  |
|  |                                      |  |  |  |  |  |  |  |  |  |  |  |  |  |  |  |
|  | 11. Ana de Katzenelnbogen            |  |  |  |  |  |  |  |  |  |  |  |  |  |  |  |
|  |                                      |  |  |  |  |  |  |  |  |  |  |  |  |  |  |  |
|  |                                      |  |  |  |  |  |  |  |  |  |  |  |  |  |  |  |
|  | 1. Luis de Nassau                    |  |  |  |  |  |  |  |  |  |  |  |  |  |  |  |
|  |                                      |  |  |  |  |  |  |  |  |  |  |  |  |  |  |  |
|  |                                      |  |  |  |  |  |  |  |  |  |  |  |  |  |  |  |
|  | 12. Enrique IX de Stolberg           |  |  |  |  |  |  |  |  |  |  |  |  |  |  |  |
|  |                                      |  |  |  |  |  |  |  |  |  |  |  |  |  |  |  |
|  |                                      |  |  |  |  |  |  |  |  |  |  |  |  |  |  |  |
|  | 6. Bodo VIII de Stolberg-Wernigerode |  |  |  |  |  |  |  |  |  |  |  |  |  |  |  |
|  |                                      |  |  |  |  |  |  |  |  |  |  |  |  |  |  |  |
|  |                                      |  |  |  |  |  |  |  |  |  |  |  |  |  |  |  |
|  | 13. Matilda de Mansfeld              |  |  |  |  |  |  |  |  |  |  |  |  |  |  |  |
|  |                                      |  |  |  |  |  |  |  |  |  |  |  |  |  |  |  |
|  |                                      |  |  |  |  |  |  |  |  |  |  |  |  |  |  |  |
|  | 3. Juliana de Stolberg               |  |  |  |  |  |  |  |  |  |  |  |  |  |  |  |
|  |                                      |  |  |  |  |  |  |  |  |  |  |  |  |  |  |  |
|  |                                      |  |  |  |  |  |  |  |  |  |  |  |  |  |  |  |
|  | 14. Felipe I de Eppstein-Königstein  |  |  |  |  |  |  |  |  |  |  |  |  |  |  |  |
|  |                                      |  |  |  |  |  |  |  |  |  |  |  |  |  |  |  |
|  |                                      |  |  |  |  |  |  |  |  |  |  |  |  |  |  |  |
|  | 7. Ana de Eppstein-Königstein        |  |  |  |  |  |  |  |  |  |  |  |  |  |  |  |
|  |                                      |  |  |  |  |  |  |  |  |  |  |  |  |  |  |  |
|  |                                      |  |  |  |  |  |  |  |  |  |  |  |  |  |  |  |
|  | 15. Luisa de la Marck                |  |  |  |  |  |  |  |  |  |  |  |  |  |  |  |
|  |                                      |  |  |  |  |  |  |  |  |  |  |  |  |  |  |  |
|  |                                      |  |  |  |  |  |  |  |  |  |  |  |  |  |  |  |